# Orchestra Sinfonica Brasiliana
L'Orchestra Sinfonica Brasiliana (Orquestra Sinfônica Brasileira - OSB) è un'orchestra brasiliana. Fondata nel 1940, si trova in Avenida Rio Branco, nel centro di Rio de Janeiro. È una delle orchestre più importanti del paese.

## Storia
La creazione dell'OSB fu un'idea di tre insegnanti della Scuola Nazionale di Musica - Djalma Soares, Antão Soares e Antônio Leopardi. Eccitati dalla tournée in Brasile con la NBC Orchestra, sotto la direzione di Arturo Toscanini, chiesero al maestro José Siqueira di prendere l'iniziativa. Con l'aiuto di personalità politiche e corporative e con una pubblicità speciale nel giornale O Globo, nacque l'OSB come una compagnia nel 1940. Il concerto inaugurale avvenne l'11 luglio 1940, una data scelta in onore del compositore Carlos Gomes. Come primo direttore artistico fu nominato il direttore ungherese esiliato in Brasile, Eugen Szenkar.

## Membri

### Direttori
- Eugen Szenkar – 1940 — 1948
- Lamberto Baldi – 1949 — 1951
- Eleazar de Carvalho – 1952 — 1957, 1960 — 1962 e 1966 — 1969
- Alceo Bocchino – 1963 — 1965
- Isaac Karabtchevsky – 1969 — 1994
- Roberto Tibiriçá – 1995 — 1997
- Yeruham Scharovsky – 1998 — 2004
- Roberto Minczuk – 2005 — 2011
- Pablo Castellar e Fernando Bicudo - 2011 — 2012
- Pablo Castellar - 2012—

### Presidenti del consiglio
- Arnaldo Guinle - 1940-1948 e 1956-1962
- Adalberto de Lara Resende - 1948-1952
- Euvaldo Lodi - 1952-1956
- Luís Guimarães Filho - 1962-1964
- Murilo Miranda - 1964-1965
- Eugênio Gudin - 1966-1968
- Octavio Gouvêa de Bulhões - 1968-1986
- Mário Henrique Simonsen - 1987-1996
- Roberto Paulo Cezar de Andrade - 1997

### Spalle
- Ricardo Odnoposoff - 1940-1942
- Oscar Borgeth - 1942-1945
- Henry Siegel - 1945-1946
- Santino Parpinelli - 1945-1946
- Anselmo Zlatopolski - 1947-1965
- Gian Carlo Pareschi - 1965-1966
- Francisco Corujo - 1966-1977
- Israel Terc Malziac - 1974-1977
- João Daltro de Almeida - 1978-1993
- Ricardo Cyncynates - 1981-1984
- Michel Bessler - 1977-2015
- Martin Tuksa - 2000

### Solisti più attivi
Seguiti dal numero di concerti
- Nelson Freire (piano) - 89
- Jacques Klein (piano) - 82
- Arthur Moreira Lima (piano) - 63
- Arnaldo Cohen (piano) - 42
- Noel Devos (fagotto) - 40
- Ruth Staerke (cantante) - 35
- Arnaldo Estrela (piano) - 33
- Zwinglio Faustini (cantante) - 30
- Anselmo Zlatopolski (violino) - 29
- João de Souza Lima (piano) - 29
- Magdalena Tagliaferro (piano) - 28